# Nagase Yui
Nagase Yui (永瀬 ゆい (Vĩnh-Lại Duy) 15 tháng 10 năm 1999 –) là một nữ diễn viên khiêu dâm người Nhật Bản. Cô thuộc về công ti Attractive.

## Sự nghiệp
Năm 2016, cô trở thành một idol ở tuổi 16 vì mong muốn của cô được xuất hiện trước công chúng và ước mơ của cô để vào AKB48. Tuy nhiên, cô thất vọng với sự thật không giống thế giới huyền ảo cô đã tưởng tượng, như mối quan hệ với cấp trên, cuộc đua để giành độ nổi tiếng, việc đổi tình lấy vai, và cô nói cô "không phù hợp để làm việc công khai". Cô đã nghỉ nghề idol chỉ sau chưa đến một năm. Thêm vào đó, Sakura Moko cũng là người đi trước trong nhóm idol của cô và cũng đã chuyển nghề sang diễn viên khiêu dâm.
Tháng 5/2019, cô ra mắt ngành phim khiêu dâm với phim "Hủy lệnh cấm cho idol đáng yêu Nagase Yui (cao) 149cm từ Sotokanda" (本物アイドルAV解禁 外神田からやってきたミニマムCuteガール149cm 永瀬ゆい) của Moodyz. Vào thời điểm mới ra mắt ngành, cô đã nghĩ đến bỏ việc sau khoảng 4 lần quay, nhưng dần dần cô bắt đầu cảm thấy "công việc có thể coi là niềm vui", và ngành phim khiêu dâm trong sạch hơn cô nghĩ (Sự có mặt của người quản lí và nội dung quay phù hợp và an toàn), và co có thể trụ lại, nên cô tiếp tục làm nữ diễn viên khiêu dâm. (Tuy nhiên, cô đã dự kiến sẽ nghỉ việc sau 3 năm từ thời điểm đó) Từ lúc đó, cô đã hoạt động với tư cách là nữ diễn viên tự do tự lập kế hoạch.
1/12/2019, cô độc diễn trong phim đầu tiên được quay bằng "góc trần nhà đặc biệt"", mà hiện nay được biết đến là phim khiêu dâm thực tế ảo. Cô trở thành nữ diễn viên đầu tiên đặc biệt dành cho góc trần nhà đặc biệt.
7/9/2021, cô thông báo trên tài khoản Twitter cá nhân rằng cô sẽ nghỉ việc nữ diễn viên khiêu dâm vào cuối năm 2021.
Vào cùng thời gian cô thông báo nghỉ việc, cô viết "Tôi có một ước mơ được tham gia Nadeshiko Japan"  và "Tôi từ giờ muốn tập trung vào bóng đá", nhưng sau đó đã được cải chính là cô không nghiêm túc về điều đó. Mặc dù cô không có kinh nghiệm chơi bóng, đúng là cô thích xem các trận bóng đá. Từ thời điểm này, các chi tiết về bóng đá được dùng trong các trang phục hóa trang và nhân vật trong một số hoạt động nghệ thuật, bao gồm cả những hoạt động sau khi nghỉ việc nữ diễn viên khiêu dâm.
Tháng 12/2021, cô nghỉ việc nữ diễn viên khiêu dâm.
16/9/2022. cô mở kênh YouTube "あだちる/Adachiru" cùng với Matsumoto Ichika. Kênh đã đăng một video âm nhạc có tiêu đề "Đứa trẻ người lớn (あだるとちるどれん) (Prod.Samoari)" được sản xuất với kinh phí từ một trang gọi vốn cộng đồng có tên "Dự án tốt nghiệp của Nagase Yui với sự hỗ trợ của Matsumoto Ichika" (盟友、松本いちかとつくる永瀬ゆい卒業プロジェクト).

## Đời tư
Cô sinh ra tại Tokyo.
Cô thích các nghệ sĩ rap Nhật Bản với một không khí ngoài vòng pháp luật như Ashura MIC.

### Sở thích & Kĩ năng
Sở thích của cô là nhảy múa. Kĩ năng đặc biệt của cô là chụp ảnh cơ thể.

### Làm nữ diễn viên khiêu dâm
Lí do cô làm nữ diễn viên khiêu dâm là cô bị thu hút bởi thu nhập cao. Vào lúc đó, khi cô là một idol, thu nhập của cô ít hơn 10 man (100 nghìn) yên một tháng, và số tiền còn lại rất khó sống sau khi trừ đi học phí, nên cô lo lắng về luơng tháng của mình.
Kĩ năng đầu tiên của cô khi ra mắt ngành phim khiêu dâm là xuất tinh.
Các tư thế quan hệ yêu thích của cô là tư thế kiểu chó, tư thế thông thường và tư thế 90 độ.
Bằng cách trở thành nữ diễn viên khiêu dâm, cô nhận ra rằng cô đã mặc cảm về bản thân nhiều trong quá khứ, ví dụ như khuôn mặt, giọng nói, và cỡ ngực, và cô dã trở nên tự tin hơn. "Đó là một điều to lớn tôi nhận được từ ngành phim khiêu dâm", cô nói trước khi nghỉ việc.
Sau khi vào ngành, cô thường diễn chung với Nagisa Mitsuki với tư cách là diễn viên kiểu loli (sau đó cả hai cũng diễn chung nhiều trong các phim kiểu gyaru). Cá nhân cô cũng có mối quan hệ rất tốt với Mitsuki, và cả hai thường ra ngoài đi chơi và ăn nhậu cùng nhau. Trong một buổi phỏng vấn với XCITY khi cô nghỉ việc, cô nói cô cũng thường diễn chung, đặc biệt với Matsumoto Ichika, người mà cá nhân cô thấy gần gũi hơn, và cô miêu tả Ichika là "cứng rắn hơn tôi".